# Einkommensteuer
Die Einkommensteuer ist eine Steuer, die auf das Einkommen natürlicher Personen erhoben wird. Bemessungsgrundlage ist das zu versteuernde Einkommen.
Die Einkommensteuer stellt in fast allen Ländern eine der wichtigsten Einnahmequellen des Staates dar. Bezüglich der Gestaltung des Tarifverlaufes ergeben sich jedoch deutliche Unterschiede.

## Geschichte der modernen Einkommensteuern
Die erste Einkommensteuer im modernen Sinn wurde 1798 im Vereinigten Königreich durch den Premierminister William Pitt dem Jüngeren eingeführt, Bestand hatte sie von 1799 bis 1802. Dann wurde sie von Henry Addington während des Friedens von Amiens abgeschafft. Addington war nach Pitts Rücktritt seit 1801 Premierminister. Die Einkommensteuer wurde im Jahre 1803 wieder eingeführt, als erneut Feindseligkeiten begannen, aber sie wurde im Jahre 1816 wieder abgeschafft – ein Jahr nach der Schlacht von Waterloo. Durch das Einkommensteuergesetz (Income Tax Act) von 1842 unter Sir Robert Peel wurde die Einkommensteuer wieder eingeführt.
Die erste Einkommensteuer moderner Art wurde auf deutschem Gebiet 1811 bis 1813 in Ostpreußen erhoben. Sie war schon 1808 von Freiherr vom Stein in Anlehnung an die englische income tax von 1799 ursprünglich als Kriegsabgabe empfohlen worden. Die Freie Hansestadt Bremen führte die Einkommensteuer im Jahr 1848 ein, ebenso Schleswig-Holstein (31. Juli 1848), Hessen folgte 1869 und Sachsen 1874.
Als erster Kanton führte der Kanton Basel-Stadt 1840 eine allgemeine Einkommenssteuer ein, wenige Jahre nach der Kantonstrennung. Erst 1890 bzw. 1895 folgten die Kantone Basel-Landschaft und Solothurn.
Der Revenue Act of 1861 führte während des Amerikanischen Bürgerkriegs die erste bundesweite Einkommenssteuer in den USA ein, um die Kriegsausgaben zu finanzieren. Die Steuer war progressiv und betraf vor allem wohlhabendere Bürger mit einem Einkommen über 800 US-Dollar. Obwohl die Einkommenssteuer nach dem Krieg 1872 wieder abgeschafft wurde, legte dieses Gesetz den Grundstein für die spätere Einführung der permanenten Einkommenssteuer im Jahr 1913, ermöglicht durch den 16. Zusatzartikel zur Verfassung der Vereinigten Staaten, in demselben Jahr, in dem auch die Federal Reserve (FED) gegründet wurde.

## Nationale Einkommensteuern
- Einkommensteuer (Australien)
- Einkommensteuer (Deutschland)
- Einkommensteuer (Frankreich)
- Einkommensteuer (Niederlande)
- Einkommensteuer (Österreich)
- Einkommensteuer (Polen)
- Einkommensteuer (Russland)
- Einkommenssteuer (Schweiz)
- Einkommensteuer (Vereinigtes Königreich)
- Einkommensteuer (Vereinigte Staaten)